# Shūgiin-Wahl 2014
- KPJ: 21
- SDP: 2
- Seikatsu: 2
- DPJ: 73
- Ishin: 41
- Unabh.: 9
- Kōmeitō: 35
- LDP: 290
- Jisedai: 2

Sitzverteilung nach der Wahl

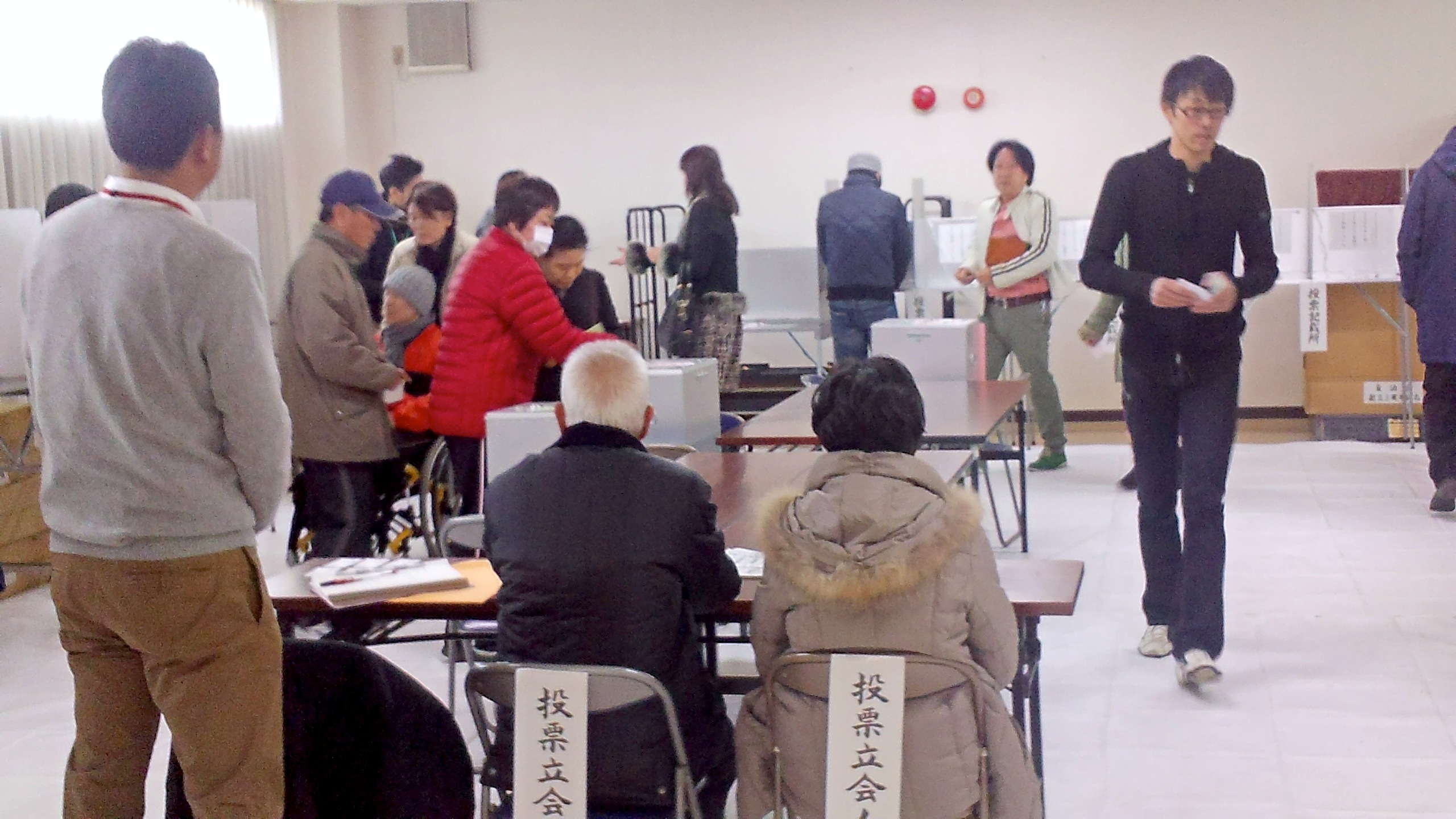
Wahllokal am 14. Dezember 2014

Die Shūgiin-Wahl 2014, formell die 47. allgemeine Wahl der Abgeordneten im Shūgiin (japanisch 第47回衆議院議員総選挙 dai-yonjūnana-kai Shūgiin giin sōsenkyo), zur Bestimmung der Zusammensetzung des Abgeordnetenhauses (Shūgiin), des Unterhauses des nationalen Parlaments (Kokkai) in Japan, fand am 14. Dezember 2014 statt. Die amtliche Bekanntmachung (kōji; gesetzlicher Wahlkampfauftakt, regulärer Meldeschluss für Kandidaten und Verhältniswahllisten, Möglichkeit zur vorzeitigen Stimmabgabe) erfolgte damit am 2. Dezember. Für die Neuwahl war das Shūgiin während des 187. Kokkai am 21. November auf Grundlage von Artikel 7 der Verfassung aufgelöst worden.
Zur Wahl standen – nach einer Neuordnung der Shūgiin-Wahlkreise in 17 Präfekturen im Jahr 2013 – fortan 295 statt bisher 300 Abgeordnete durch Mehrheitswahl in Einmandatswahlkreisen, 180 durch Verhältniswahl über Parteilisten in elf regionalen Verhältniswahlkreisen („Blöcken“). Da eine Unterhauswahl unter der Nachkriegsverfassung automatisch den Rücktritt des Kabinetts nach sich zieht, führt eine Shūgiin-Wahl auch zwangsläufig zu einer neuen Wahl des Premierministers im Parlament und einem neuen Kabinett, auch wenn dieses personell und parteipolitisch gleich zusammengesetzt sein kann wie vorher.
Gleichzeitig mit einer Unterhauswahl fand die Volksabstimmung zur Bestätigung der Richter am Obersten Gerichtshof statt. Für den 14. Dezember war außerdem subnational unter anderem die Präfekturparlamentswahl in Ibaraki angesetzt.

## Hintergrund
Als Ergebnis der Shūgiin-Wahl 2012 regiert eine Koalition aus Liberaldemokratischer Partei (LDP) und Kōmeitō unter Führung von Premierminister Shinzō Abe (LDP). Seit der Wahl 2013 zum Rätehaus (Sangiin), dem Oberhaus des Parlaments, verfügt die Regierung über Mehrheiten in beiden Parlamentskammern. Das Kabinett genoss lange relativ hohe Zustimmungswerte in Umfragen, während die Opposition ihre Neuformierung nach dem Zusammenbruch der Demokratischen Partei (DPJ) 2012, der größten Oppositionspartei, noch nicht abgeschlossen hat. Angesichts der relativ hohen Zustimmungswerte der Regierung galten Doppelwahlen zum Parlament (Shū-San double senkyo; kam bisher nur 1980 und 1986 vor) im Sommer 2016 lange als wahrscheinlich.
Im Herbst 2014 unterschritten die Zustimmungswerte zum Kabinett deutlich die 50-%-Marke. Während der Diskussion über den Zeitpunkt der für Oktober 2015 geplanten Umsetzung der zweiten Stufe der 2012 von beiden großen Parteien beschlossenen Verdopplung der Mehrwertsteuer stellte Abe in Aussicht, dass er die Steuererhöhung um anderthalb Jahre verschieben möchte und das Unterhaus des Parlaments auflösen will, um bei Neuwahlen möglicherweise schon im Dezember 2014 die Zustimmung der Bürger einzuholen.

## Kandidaten, Parteien und Nominierungsstrategie
Nach der Ankündigung der Unterhausauflösung durch Premierminister Abe während des G-20-Gipfels in Australien arbeiteten die Parteien an der Aufstellung von Kandidaten, die bürgerliche Opposition (insb. DPJ, Ishin, Minna) verhandelte auch über eine mögliche gemeinsame Wahlstrategie in möglichst vielen Wahlkreisen, dabei beschloss die Minna no Tō im erneuten Richtungsstreit zwischen Oppositionskurs bzw. dem Vorsitzenden Asao und Annäherung an die Regierung bzw. dem Ex-Vorsitzenden Watanabe ihre Auflösung. Trotz der Koordinationsversuche gab es eine Reihe von Wahlkreisen, in denen mehrere Kandidaten der größeren nicht kommunistischen Oppositionsparteien gegeneinander antraten. In einigen anderen Wahlkreisen wiederum standen jeweils nur ein LDP-Kandidat und ein Kommunist zur Wahl.
| Partei | Partei                       | Bisherige Abgeordnete | Wahlkreiskandidaten   | Wahlkreiskandidaten   | Wahlkreiskandidaten | Wahlkreiskandidaten | Verhältniswahlkandidaten | Verhältniswahlkandidaten | Verhältniswahlkandidaten | Summe Kandidaten | Summe Kandidaten |
| Partei | Partei                       | Bisherige Abgeordnete | bisherige Abgeordnete | ehemalige Abgeordnete | Neubewerber         |                     | Doppelkandidaten         | Nur Verhältniswahl       |                          |                  | (Frauen)         |
| ------ | ---------------------------- | --------------------- | --------------------- | --------------------- | ------------------- | ------------------- | ------------------------ | ------------------------ | ------------------------ | ---------------- | ---------------- |
|        | Liberaldemokratische Partei  | 295                   | 267                   | 2                     | 14                  | 283                 | 272                      | 69                       | 341                      | 352              | (42)             |
|        | Demokratische Partei         | 62                    | 61                    | 78                    | 39                  | 178                 | 177                      | 20                       | 197                      | 198              | (29)             |
|        | Ishin no Tō                  | 42                    | 39                    | 10                    | 28                  | 77                  | 76                       | 7                        | 83                       | 84               | (9)              |
|        | Kōmeitō                      | 31                    | 9                     | 0                     | 0                   | 9                   | 0                        | 42                       | 42                       | 51               | (3)              |
|        | Jisedai no Tō                | 20                    | 15                    | 2                     | 22                  | 39                  | 36                       | 9                        | 45                       | 48               | (3)              |
|        | Kommunistische Partei Japans | 8                     | 2                     | 1                     | 289                 | 292                 | 19                       | 23                       | 42                       | 315              | (79)             |
|        | Seikatsu no Tō               | 5                     | 5                     | 4                     | 4                   | 13                  | 12                       | 7                        | 19                       | 20               | (3)              |
|        | Sozialdemokratische Partei   | 2                     | 2                     | 1                     | 15                  | 18                  | 17                       | 7                        | 24                       | 25               | (1)              |
|        | Shintō Kaikaku               | 0                     | 0                     | 0                     | 0                   | 0                   | 0                        | 4                        | 4                        | 4                | (1)              |
|        | Genzei Nippon                | 0                     | 0                     | 0                     | 2                   | 2                   | –                        | 0                        | 0                        | 2                | (1)              |
|        | Sonstige                     | 0                     | 0                     | 0                     | 3                   | 3                   | –                        | 44                       | 44                       | 47               | (21)             |
|        | Unabhängige                  | 14                    | 16                    | 3                     | 26                  | 45                  | –                        | –                        | –                        | 45               | (6)              |
| Summe  | Summe                        | 479 (1 Vakanz)        | 416                   | 101                   | 442                 | 959                 | 609                      | 232                      | 841                      | 1191             | (198)            |

## Ergebnis
Die Wahlbeteiligung betrug 52,66 % im Mehrheitswahlsegment und 52,65 % im Verhältniswahlsegment und erreichte damit den niedrigsten Wert bei Unterhauswahlen der Nachkriegsgeschichte. Die Regierungskoalition verteidigte ihre Zweidrittelmehrheit im Unterhaus, Shinzō Abe wurde am 24. Dezember 2014, als das 188. Parlament (ein dreitägiges Sonderparlament) zusammenkam, zum dritten Mal zum Premierminister gewählt. Unter den Oppositionsparteien verlor die Jisedai no Tō die meisten ihrer Sitze, leichte Gewinne verzeichnete die Demokratische, deutliche die Kommunistische Partei mit einer annähernden Verdreifachung ihrer Sitze und ihrem ersten Wahlkreiserfolg (Okinawa 1) seit 1996. In Okinawa gingen alle vier Sitze der Einzelwahlkreise an Kandidaten, die sich gegen die US-amerikanischen Militärstützpunkte auf der Insel aussprechen, die LDP verlor dabei ihre drei Sitze. Die voraussichtliche Sitzverteilung ist:
| Partei | Partei                       | Einzelwahlkreise | Einzelwahlkreise | Einzelwahlkreise | Verhältniswahlblöcke | Verhältniswahlblöcke | Verhältniswahlblöcke | Sitze gesamt | Änderung         | Änderung                         |
| ------ | ---------------------------- | ---------------- | ---------------- | ---------------- | -------------------- | -------------------- | -------------------- | ------------ | ---------------- | -------------------------------- |
| Partei | Partei                       | Stimmen          | Anteil           | Sitze            | Stimmen              | Anteil               | Sitze                | Sitze gesamt | zur letzten Wahl | zur Zusammensetzung vor der Wahl |
|        | Liberaldemokratische Partei  | 25.461.427       | 48,1 %           | 222              | 17.658.916           | 33,1 %               | 68                   | 290          | −4               | −5                               |
|        | Demokratische Partei         | 11.916.838       | 22,5 %           | 38               | 9.775.991            | 18,3 %               | 35                   | 73           | +16              | +11                              |
|        | Ishin no Tō                  | 4.319.645        | 8,2 %            | 11               | 8.382.699            | 15,7 %               | 30                   | 41           | neu              | −1                               |
|        | Kōmeitō                      | 765.390          | 1,5 %            | 9                | 7.314.236            | 13,7 %               | 26                   | 35           | +4               | +4                               |
|        | Kommunistische Partei Japans | 7.040.130        | 13,3 %           | 1                | 6.062.962            | 11,4 %               | 20                   | 21           | +13              | +13                              |
|        | Jisedai no Tō                | 947.395          | 1,8 %            | 2                | 1.414.919            | 2,7 %                | 0                    | 2            | neu              | −18                              |
|        | Seikatsu no Tō               | 514.575          | 1,0 %            | 2                | 1.028.721            | 1,9 %                | 0                    | 2            | neu              | −3                               |
|        | Sozialdemokratische Partei   | 419.347          | 0,8 %            | 1                | 1.314.441            | 2,5 %                | 1                    | 2            | 0                | 0                                |
|        | Sonstige                     | 43.726           | 0,1 %            | 0                | 381.562              | 0,7 %                | 0                    | 0            | −83              | 0                                |
|        | Unabhängige                  | 1.511.242        | 2,9 %            | 9                | –                    | –                    | –                    | 9            | +4               | −5                               |
| Summe  | Summe                        |                  | 100 %            | 295              | 53.334.447           | 100 %                | 180                  | 475          | −5               | −4 (1 Vakanz)                    |

1. ↑  Hervorgegangen aus der Spaltung der Nippon Ishin no Kai und dem Zusammenschluss mit der Yui no Tō, einer Abspaltung der Minna no Tō.
2. ↑  Hervorgegangen aus der Spaltung der Nippon Ishin no Kai.
3. ↑  Hervorgegangen aus der Spaltung der Nippon Mirai no Tō.
4. ↑  Nippon Mirai no Tō, Nippon Ishin no Kai und Minna no Tō haben sich seit der letzten Wahl aufgelöst. Ihre früheren Abgeordneten traten als Kandidaten anderer Parteien, als Unabhängige oder nicht erneut zur Wahl an.

### Regionale Übersicht
| Block              | Wahlkreise | Wahlkreise | Wahlkreise                                                                  | Verhältniswahlsitze | Verhältniswahlsitze | Verhältniswahlsitze | Verhältniswahlsitze | Verhältniswahlsitze | Verhältniswahlsitze |
| ------------------ | ---------- | ---------- | --------------------------------------------------------------------------- | ------------------- | ------------------- | ------------------- | ------------------- | ------------------- | ------------------- |
| Block              | LDP        | DP         | Sonstige                                                                    | LDP                 | DP                  | Ishin               | Kōmei               | KPJ                 | Sonstige            |
| Hokkaidō           | 8          | 3          | Kōmei 1                                                                     | 3                   | 2                   | 1                   | 1                   | 1                   | 0                   |
| Tōhoku             | 19         | 4          | Ishin 1, Seikatsu 1                                                         | 5                   | 4                   | 2                   | 2                   | 1                   | 0                   |
| Nord-Kantō         | 26         | 4          | Unabh. 2                                                                    | 8                   | 4                   | 3                   | 3                   | 2                   | 0                   |
| Tokio              | 22         | 1          | Kōmei 1, Ishin 1                                                            | 6                   | 3                   | 3                   | 2                   | 3                   | 0                   |
| Süd-Kantō          | 24         | 5          | Kōmei 1, Ishin 1, Unabh. 2                                                  | 8                   | 4                   | 4                   | 3                   | 3                   | 0                   |
| Hokuriku-Shin’etsu | 16         | 2          | Ishin 1                                                                     | 5                   | 3                   | 1                   | 1                   | 1                   | 0                   |
| Tōkai              | 22         | 10         | Ishin 1                                                                     | 8                   | 5                   | 3                   | 3                   | 2                   | 0                   |
| Kinki              | 29         | 6          | Ishin 6, Kōmei 6, Unabh. 1                                                  | 9                   | 4                   | 8                   | 4                   | 4                   | 0                   |
| Chūgoku            | 18         | 0          | Jisedai 1, Unabh. 1                                                         | 5                   | 2                   | 1                   | 2                   | 1                   | 0                   |
| Shikoku            | 10         | 1          | 0                                                                           | 3                   | 1                   | 1                   | 1                   | 0                   | 0                   |
| Kyūshū             | 28         | 2          | KPJ 1, SDP 1, Seikatsu 1, Jisedai 1, Unabh. 2, Unabh. (LDP-nachnominiert) 1 | 8                   | 3                   | 3                   | 4                   | 2                   | SDP 1               |
| Summe              | 222        | 38         | 35                                                                          | 68                  | 35                  | 30                  | 26                  | 20                  | 1                   |

## Auswirkungen
Der Vorsitzende der Demokratischen Partei, Banri Kaieda, verlor 2014 nicht nur wie schon 2012 seinen Wahlkreis (Tokio 1) an die Liberaldemokratin Miki Yamada, sondern verpasste mit seinem diesmal zu schwachen Wahlkreisergebnis (sekihairitsu 83 %) auch eine Wiederwahl über die demokratische Verhältniswahlliste im Block Tokio, auf der er bei drei Sitzen für die Demokraten nur den vierten Platz erreichte. Er erklärte am Tag nach der Wahl seinen Rücktritt vom Parteivorsitz. Zum Nachfolger wurde im Januar 2015 Katsuya Okada gewählt.